# ネイサン・コーン

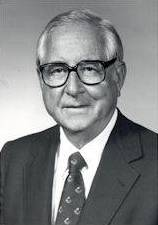
ネイサン・コーン

ネイサン・コーン（Nathan Cohn, 1907年1月2日 - 1989年11月16日）は、アメリカ合衆国の電子工学者。電源供給システムの相互接続等への貢献で知られる。

## 人物
コネチカット州ハートフォード出身。1927年にマサチューセッツ工科大学で電子工学の学士号をとった。48年間に渡って精密電気計器や自動制御システムを製造するフィラデルフィアのリード&ノースラップ社に勤めた。

## 受賞など
- IEEEエジソンメダル（1982年）
- IEEEフェロー
- フランクリン研究所フェロー